# Pirilampes
Pirilampes fue un político de la Antigua Atenas y padrastro del filósofo Platón. Desconocemos las fechas de nacimiento y muerte; según estimaciones de Debra Nails debió nacer en torno a 480 a. C., y debió morir antes del 413 a. C.
Pirilampes actuó muchas veces como embajador de Atenas en la corte persa y era amigo de Pericles, el líder del partido democrático de Atenas. Resultó herido en la Batalla de Delio en 424 a. C., cuando estaba en mitad de la cincuentena. Pirilampes crio pavos reales que recibió como regalo en sus embajadas a Asia. Plutarco testimonia que se acusó a Pirilampes de usar los pavos reales para proporcionar mujeres libres a Pericles.
Al parecer Pirilampes se casó por primera vez a comienzos de la década de 440; tuvo un hijo de su matrimonio, Demo, que fue famoso por su belleza. En torno al 423 a. C. enviudó y se casó con su sobrina Perictione, la madre de Platón. Perictione dio su segundo hijo a Pirilampes, Antifonte, el hermanastro de Platón que aparece en el diálogo Parménides, en el que se afirma que dejó de lado la filosofía para dedicar la mayor parte del tiempo a los caballos.